# 塔里恰尔卡兰
塔里恰尔卡兰（Taricharkalan），是印度中央邦Tikamgarh县的一个城镇。总人口6440（2001年）。

## 人口
该地2001年总人口6440人，其中男性3451人，女性2989人；0—6岁人口1074人，其中男565人，女509人；识字率56.82%，其中男性为67.43%，女性为44.56%。